# Naučna teorija
Naučna teorija je objašnjenje jednog aspekta prirodnog sveta koje se može ponovljivo testirati i proveriti u skladu sa naučnom metodom, koristeći prihvaćene protokole posmatranja, merenja i procene rezultata. Tamo gde je to moguće, teorije se testiraju u kontrolisanim uslovima u eksperimentu. U okolnostima koje nisu podložne eksperimentalnom testiranju, teorije se vrednuju putem principa abduktivnog rasuđivanja. Utvrđene naučne teorije održale su se nakon rigoroznih preispitivanja i utelovljuju naučno znanje.
Značenje termina naučna teorija (koji se često skraćuje na teorija radi sažetosti) kao što se koristi u naučnim disciplinama značajno se razlikuje od uobičajene opšte upotrebe pojma teorija. U svakodnevnom govoru, teorija može podrazumevati objašnjenje koje predstavlja neutemeljene i spekulativne pretpostavke, dok u nauci ona opisuje objašnjenje koje je testirano i široko prihvaćeno kao validno. Ove različite upotrebe uporedive su sa suprotstavljenim upotrebama predviđanja u nauci nasuprot uobičajenog govora, gde ona označavaju puku nadu.
Snaga naučne teorije povezana je sa raznolikošću pojava koje se njome mogu objasniti i njenom jednostavnošću. Kako se prikupljaju dodatni naučni dokazi, naučna teorija se može modifikovati i ultimatno odbaciti, ako se ne može uskladiti sa novim nalazima. U takvim okolnostima je neophodna tačnija teorija. To ne znači da se sve teorije mogu temeljno izmeniti (na primer, dobro utvrđene fundamentalne naučne teorije, kao što su evolucija, heliocentrična teorija, teorija ćelija, teorija tektonike ploča itd). U određenim slučajevima, manje tačna, nemodifikovana naučna teorija i dalje se može tretirati kao teorija, ako je korisna (čisto zbog svoje jednostavnosti) kao aproksimacija u određenim uslovima. Takav slučaj su Njutnovi zakoni kretanja, koji mogu poslužiti kao aproksimacija specijalne relativnosti pri brzinama koje su male u odnosu na brzinu svetlosti.
Naučne teorije su proverljive i daju opovrgljiva predviđanja. One opisuju uzroke određenog prirodnog fenomena i koriste se za objašnjenje i predviđanje aspekata fizičkog univerzuma ili specifičnih istraživačkih područja (na primer, električne energije, hemije i astronomije). Naučnici koriste teorije za unapređivanje naučnog znanja, kao i za omogućavanje napretka u tehnologiji ili medicini.
Kao i kod drugih oblika naučnog znanja, i naučne teorije su deduktivne i induktivne. One imaju za cilj prediktivnost i moć objašnjavanja.
Paleontolog Stiven Džej Guld napisao je da „... činjenice i teorije su različite stvari, a pregače hijerarhije rastuće sigurnosti. Činjenice su podci o svetu. Teorije su strukture ideja koje objašnjavaju i tumače činjenice.”

## Tipovi
Albert Ajnštajn je opisao dva tipa naučnih teorija: „konstruktivne teorije” i „principske teorije”. Konstruktivne teorije su konstruktivni modeli pojava: na primer kinetička teorija. Principske teorije su empirijske generalizacije poput Njutnovih zakona kretanja.

## Karakteristike

### Esencijalni kriterijumi
Tipično za bilo koju teoriju koja se prihvata u većini akademskih krugova važi jedan jednostavan kriterijum. Taj suštinski kriterijum je da teorija mora biti uočljiva i ponovljiva. Gore navedeni kriterijum je važan za sprečavanje prevare i uvećavanje same nauke.
Definišaća karakteristika svih naučnih saznanja, uključujući teorije, jeste mogućnost davanja opovrgljivih ili testabilnih predviđanja. Relevantnost i specifičnost tih predviđanja određuju koliko je teorija potencijalno korisna. Buduća teorija koja ne daje uočljiva predviđanja nije naučna teorija. Predviđanja koja nisu dovoljno specifična za testiranje takođe nisu korisna. U oba slučaja, termin „teorija” nije primenljiv.
Skup opisa znanja može se nazvati teorijom ako ispunjava sledeće kriterijume:
- Daje opovrgljiva predviđanja sa doslednom tačnošću u širokom području naučnog ispitivanja (poput mehanike).
- Dobro je podržavaju mnogi nezavisni dokazi, a ne samo pojedinačna osnova.
- U skladu je sa postojećim eksperimentalnim rezultatima i najmanje je toliko precizna u svojim predviđanjima kao i sve postojeće teorije.

Ove osobine svakako važe za takve ustaljene teorije kao što su specijalna i opšta relativnost, kvantna mehanika, tektonika ploča, savremena evoluciona sinteza itd.

### Drugi kriterijumi
Naučnici isto tako radije rade sa teorijom koja zadovoljava sledeće kvalitete:
- Ona se može podvrgnuti manjim prilagođavanjima da bi se uzeli u obzir novi podaci koji se ne uklapaju savršeno, kako su otkriveni, i na taj način se vremenom povećava njena sposobnost predviđanja.
- Ona je jedno od najprisutnijih objašnjenja, ekonomična za upotrebu predloženih entiteta ili objašnjenja prema Okamovoj britvi. To je zato što za svako prihvaćeno objašnjenje neke pojave može postojati izuzetno veliki, možda čak i neshvatljiv, broj mogućih i složenijih alternativa, jer se uvek mogu opteretiti neuspešna objašnjenja  hipotezama da bi se sprečilo njihovo odbacivanje. Jednostavnije teorije su poželjnije od složenijih, jer su proverljivije.[15][16][17]

### Definicije iz naučnih organizacija
Nacionalna akademija nauka SAD definiše naučne teorije na sledeći način:
Formalna naučna definicija teorije prilično se razlikuje od svakodnevnog značenja reči. Ona se donosi na sveobuhvatno objašnjenje nekog aspekta prirode koje je podržano velikim brojem dokaza. Mnoge naučne teorije su tako dobro utvrđene da nijedan novi dokaz nema veliku verovatnoću da ih bitno promeni. Na primer, nijedan novi dokaz neće pokazati da Zemlja ne kruži oko Sunca (heliocentrična teorija) ili da živa bića nisu napravljena od ćelija (ćelijska teorija), da materija nije sastavljena od atoma ili da je površina Zemlje nije podeljena na čvrste ploče koje su se pomerale tokom geoloških vremenskih razmera (teorija tektonike ploča) ... Jedno od najkorisnijih svojstava naučnih teorija je da se mogu koristiti za predviđanje prirodnih događaja ili pojava koje još uvek nisu primećene.
Stav Američkog udruženja za unapređenje nauke je:
Naučna teorija je dobro potkrepljeno objašnjenje nekog aspekta prirodnog sveta, zasnovano na mnoštvu činjenica koje su više puta potvrđene posmatranjem i eksperimentom. Takve teorije podržane činjenicama nisu „nagađanja” već pouzdani prikazi stvarnog sveta. Teorija biološke evolucije je više od „samo teorije”. To je činjenično objašnjenje univerzuma koliko i atomska teorija materije ili mikrobna teorija bolesti. Naše razumevanje gravitacije i dalje je rad u toku. Međutim fenomen gravitacije, poput evolucije, prihvaćena je činjenica.
Treba imati na umu da termin teorija ne bi bio prikladan za opisivanje neproverenih, ali zamršenih hipoteza ili čak naučnih modela.

## Formiranje
.]]
Naučni metod uključuje predlaganje i testiranje hipoteza, izvođenjem predviđanja iz hipoteza o rezultatima budućih eksperimenata, a zatim izvođenje tih eksperimenata da bi se videlo da li su predviđanja validna. Ovo pruža dokaze za ili protiv hipoteze. Kada se prikupi dovoljno eksperimentalnih rezultata u određenoj oblasti istraživanja, naučnici mogu predložiti okvir objašnjenja koji obuhvata što je više moguće od njih. Ovo objašnjenje se takođe testira, i ako ispunjava neophodne kriterijume (vidi gore), onda objašnjenje postaje teorija. Ovo može potrajati mnogo godina, jer može biti teško ili komplikovano prikupiti dovoljno dokaza. Kada se svi kriterijumi ispune, naučnici će ga široko prihvatiti (vidi naučni konsenzus) kao najbolje dostupno objašnjenje barem nekih fenomena. Ono sadrži predviđanja pojava koje prethodne teorije nisu mogle da objasne ili nisu mogle tačno da predvide, i ima mnogo ponovljenih testiranja. Snagu dokaza procenjuje naučna zajednica, a najvažnije eksperimente ponavlja više nezavisnih grupa.
Teorije ne moraju biti savršeno tačne da bi bile naučno korisne. Na primer, poznato je da su predviđanja klasične mehanike netačna u relativističkom carstvu, ali su skoro potpuno tačna pri relativno malim brzinama uobičajenog ljudskog iskustva. U hemiji, postoji mnogo kiselinsko-baznih teorija koje pružaju veoma divergentna objašnjenja osnovne prirode kiselih i baznih jedinjenja, ali su veoma korisne za predviđanje njihovog hemijskog ponašanja. Kao i svako znanje u nauci, nijedna teorija nikada ne može biti potpuno sigurna, jer je moguće da bi budući eksperimenti mogli biti u suprotnosti sa predviđanjima teorije. Međutim, teorije podržane naučnim konsenzusom imaju najviši nivo sigurnosti od bilo kog naučnog saznanja; na primer, da su svi objekti podložni gravitaciji ili da je život na Zemlji evoluirao od zajedničkog pretka.

Prihvatanje teorije ne zahteva da se testiraju sva njena glavna predviđanja, ako je već podržana dovoljno jakim dokazima. Na primer, određeni testovi mogu biti neizvodljivi ili tehnički teški. Kao rezultat toga, teorije mogu da daju predviđanja koja još nisu potvrđena ili dokazano netačna; u ovom slučaju, predviđeni rezultati se mogu neformalno opisati terminom „teorijski“. Ova predviđanja se mogu testirati kasnije, a ako su netačna, to može dovesti do revizije ili odbacivanja teorije. Kao što Fejnman kaže:
Nije važno koliko je vaša teorija lepa, nije važno koliko ste pametni. Ako se ne slaže sa eksperimentom, to je pogrešno.

## Napomene
1. ↑  Prema NAS 2008: „Formalna naučna definicija teorije prilično se razlikuje od svakodnevnog značenja reči. Ona se odnosi na sveobuhvatno objašnjenje nekog aspekta prirode koje je podržano velikim brojem dokaza.”

## Literatura
- Sellers, Piers (17. 8. 2016). „Space, Climate Change, and the Real Meaning of Theory”. The New Yorker. Приступљено 18. 8. 2016., essay by British/American meteorologist and a NASA astronaut on anthopogenic global warming and "theory"
- William F. McComas (30. 12. 2013). The Language of Science Education: An Expanded Glossary of Key Terms and Concepts in Science Teaching and Learning. Springer Science & Business Media. стр. 107. ISBN 978-94-6209-497-0.
- John Barrow. (1991). Theories of Everything: The Quest for Ultimate Explanations. Fawcett Columbine. ISBN 978-0-449-90738-2.
- Dilworth, Craig (2007). „Appendix IV. On the nature of scientific laws and theories”. Scientific progress : a study concerning the nature of the relation between successive scientific theories (4th изд.). Dordrecht: Springer Verlag. ISBN 978-1-4020-6353-4.
- Bacon, Francis (1620). Novum Organum..
- Hanzel, Igor (1999). The concept of scientific law in the philosophy of science and epistemology : a study of theoretical reason. Dordrecht [u.a.]: Kluwer. ISBN 978-0-7923-5852-7.
- Lehoux, Daryn (2012). What Did the Romans Know? An Inquiry into Science and Worldmaking. University of Chicago Press. ISBN 9780226471143.
- Nagel, Ernest (1984). „5. Experimental laws and theories”. The structure of science problems in the logic of scientific explanation (2nd изд.). Indianapolis: Hackett. ISBN 978-0-915144-71-6.
- R. Penrose (2007). The Road to Reality. Vintage books. ISBN 978-0-679-77631-4.
- Swartz, Norman (20. 2. 2009). „Laws of Nature”. Internet encyclopedia of philosophy. Приступљено 7. 5. 2012.
- Hegselmann, R.; Mueller, Ulrich; Troitzsch, Klaus G. (30. 6. 1996). Modelling and Simulation in the Social Sciences from the Philosophy of Science Point of View. Springer. ISBN 978-0-7923-4125-3.
- Humphreys, Paul (2004). Extending Ourselves: Computational Science, Empiricism, and Scientific Method. Oxford: Oxford University Press.
- Johannes Lenhard, Günter Küppers and Terry Shinn (Eds.) (2006) "Simulation: Pragmatic Constructions of Reality", Springer Berlin.
- Tom Ritchey (2012). "Outline for a Morphology of Modelling Methods: Contribution to a General Theory of Modelling". In: Acta Morphologica Generalis, Vol 1. No 1. pp. 1–20.
- William Silvert (2001). "Modelling as a Discipline". In: Int. J. General Systems. Vol. 30(3), pp. 261.
- Sergio Sismondo and Snait Gissis, ур. (1999). Modeling and Simulation. Special Issue of Science in Context. 12.
- Eric Winsberg (2018) "Philosophy and Climate Science" Cambridge: Cambridge University Press
- Eric Winsberg (2010) "Science in the Age of Computer Simulation" Chicago: University of Chicago Press
- Winsberg, Eric (2003). „Simulated Experiments: Methodology for a Virtual Worl”. Philosophy of Science. 70: 105—125. doi:10.1086/367872..
- Tomáš Helikar, Jim A Rogers (2009). "ChemChains Архивирано на веб-сајту  (3. март 2021): a platform for simulation and analysis of biochemical networks aimed to laboratory scientists". BioMed Central.
- Parsons, Jeffrey; Cole, Linda (2005). „What do the pictures mean? Guidelines for experimental evaluation of representation fidelity in diagrammatical conceptual modeling techniques”. Data & Knowledge Engineering. 55 (3): 327—342. doi:10.1016/j.datak.2004.12.008..
- Gemino, Andrew; Wand, Yair (2005). „Complexity and clarity in conceptual modeling: Comparison of mandatory and optional properties”. Data & Knowledge Engineering. 55 (3): 301—326. doi:10.1016/j.datak.2004.12.009..
- D. Batra (2005). „Conceptual Data Modeling Patterns”. Journal of Database Management. 16: 84—106. doi:10.4018/jdm.2005040105.
- Papadimitriou, Fivos (2010). „Conceptual Modelling of Landscape Complexity”. Landscape Research. 35 (5): 563—570. Bibcode:2010LandR..35..563P. S2CID 145584746. doi:10.1080/01426397.2010.504913.
- Suppe, Frederick (1998). „Understanding Scientific Theories: An Assessment of Developments, 1969–1998” (PDF). Philosophy of Science. 67: S102—S115. S2CID 37361274. doi:10.1086/392812. Приступљено 14. 2. 2013.
- Halvorson, Hans (2012). „What Scientific Theories Could Not Be” (PDF). Philosophy of Science. 79 (2): 183—206. CiteSeerX 10.1.1.692.8455 . S2CID 37897853. doi:10.1086/664745. Приступљено 14. 2. 2013.
- Frigg, Roman (2006). „Scientific Representation and the Semantic View of Theories” (PDF). Theoria. 55 (2): 183—206. Приступљено 14. 2. 2013.
- Hacking, Ian. (1983). Representing and Intervening. Introductory Topics in the Philosophy of Natural Science. Cambridge University Press..
- Box, George E.P. & Draper, N.R. (1987). Empirical Model-Building and Response Surfaces. Wiley.
- Iorio, Lorenzo (2005). „On the possibility of measuring the solar oblateness and some relativistic effects from planetary ranging”. Astronomy and Astrophysics. 433 (1): 385—93. Bibcode:2005A&A...433..385I. S2CID 1546486. arXiv:gr-qc/0406041 . doi:10.1051/0004-6361:20047155.

## Spoljašnje veze
- „Definitions of Fact, Theory, and Law in Scientific Work”. 16. 3. 2016. Архивирано из оригинала 21. 05. 2016. г. Приступљено 02. 01. 2020.
- „Harding (1999).”. Архивирано из оригинала 01. 02. 2012. г. Приступљено 02. 01. 2020.<